# Vándorrigó
A vándorrigó, más néven amerikai vándorrigó (Turdus migratorius) a madarak (Aves) osztályának verébalakúak (Passeriformes) rendjébe, ezen belül a rigófélék (Turdidae) családjába tartozó faj.
A Turdus madárnem egyetlen Észak-Amerikában honos faja.

## Származása, elterjedése
Költési területe Alaszka északi erdőhatárától Új-Fundlandig, illetve dél felé egészen Mexikóig terjed. Egyes vándorrigók télen délebbre költöznek, egészen Kubáig és a Bahama-szigetekig.

## Alfajai
- Turdus migratorius achrusterus - az Amerikai Egyesült Államok délkeleti államai
- Turdus migratorius caurinus - Délkelet-Alaszka és Kanada nyugati parti vidéke
- Turdus migratorius confinis - a Kaliforniai-félsziget déli része
- Turdus migratorius migratorius - (törzsváltozat), Alaszka (kivéve a délkeleti részt), Kanada nagy része kivéve a keleti részt) és az Amerikai Egyesült Államok északkeleti és középső államai
- Turdus migratorius nigrideus - Kelet-Kanada
- Turdus migratorius phillipsi - Délnyugat-Mexikó
- Turdus migratorius propinquus - Délkelet-Kanada belső vidékei, az Amerikai Egyesült Államok nyugati államai és onnan délre Közép-Mexikóig

## Megjelenése, felépítése
Testhossza 25 centiméter, szárnyfesztávolsága 35–39,5 centiméter, testtömege pedig 54–94 gramm. A hím háta barnásszürke, feje sötétebb, melle téglavörös (a tojóé tompább színű). Fehér torkán fekete csíkok vannak, farktöve halvány barna mintázatú. A fiatal madár háta barna; világosbarna mellét sötétbarna foltok tarkítják. Hegyes csőrével könnyen el tudja kapni a rovarokat és le tudja csípni a bogyókat a fákról.

## Életmódja, élőhelye
Nyáron párban, télen rajokban él ritkább erdőkben, nyílt, bozótos terepeken vagy erdők szélén. A településekhez jól alkalmazkodott; ezekben állományai sűrűbbek, mint természetes élőhelyein. Télen délre vonul; a megtett táv függ a tél keménységétől. Az Egyesült Államok egyes részein egész évben megtalálható. Kedveli a kerti gyümölcsöket és a vad bogyókat, télen szinte nem is eszik egyebet. Mivel sok bogyós gyümölcsöt fogyaszt, szerepet játszik sok cserje és fafaj terjesztésében. Rovarokat is elkap: kedveli a bogarakat és a hernyókat, de eszik mellettük sáskákat, legyeket, pókokat, férgeket, ezerlábúakat és csigákat is.

## Szaporodása
A hím a talajon udvarol a tojónak. Szaladgál körülötte, farktollait legyezőszerűen széttárja, szárnyait remegteti. A tojókat gyakran 3–4 hím veszi körül. Leggyakrabban egy fa vagy bokor ágvillájába építi fészkét. Lakott területen előszeretettel készíti fészkét párkányra, kapu- vagy kerítésoszlopra, ereszcsatornára vagy verandára. A fészket a tojó építi úgy, hogy a hím hordja neki az anyagot: sarat, fűszálakat, növények szárait. A költés délen április elején, északon május közepén kezdődik. Évente legfeljebb háromszor költ, de elterjedésének északi peremén csak egyszer. Egy fészekalj 3-5 halványkék tojás. A tojó 11-14 napig kotlik; az időszak vége fele néha rövidebb időre a hím is besegít. A szülők kezdetben együtt etetik a fiókákat. A fészket úgy  tartják tisztán, hogy az ürüléket lenyelik. Amint a fiókák röpképessé válnak, a hím veszi át gondozásukat, a tojó pedig nekifog a következő költésnek. A fiatal madarak 14-16 nap után repülnek ki.
|  |  |  |

## Érdekességek
- A vándorrigó olykor évről évre ugyanahhoz a fészekhez tér vissza. Minden költési időszakban tapasztanak hozzá kicsit, kijavítják. Hat év alatt a fészek akár 20 centiméter vastagra is gyarapodhat.
- Megosztja a fészkét más fajokkal is. Volt rá példa, hogy egy fészekben 4 vándorrigó fióka mellett 2 pintyfiókát és 4 pintytojást találtak. A két különböző faj idős egyedei az összes fiókát táplálták.
- Arra is akad példa, hogy a madarak túl érett gyümölcstől „ittas” állapotba kerültek.
- A téli pihenőhelyek nagyon sok madárnak adhatnak otthont. Egy alkalommal Floridában mintegy 50 000 példányos rajt figyeltek meg.

## Képek

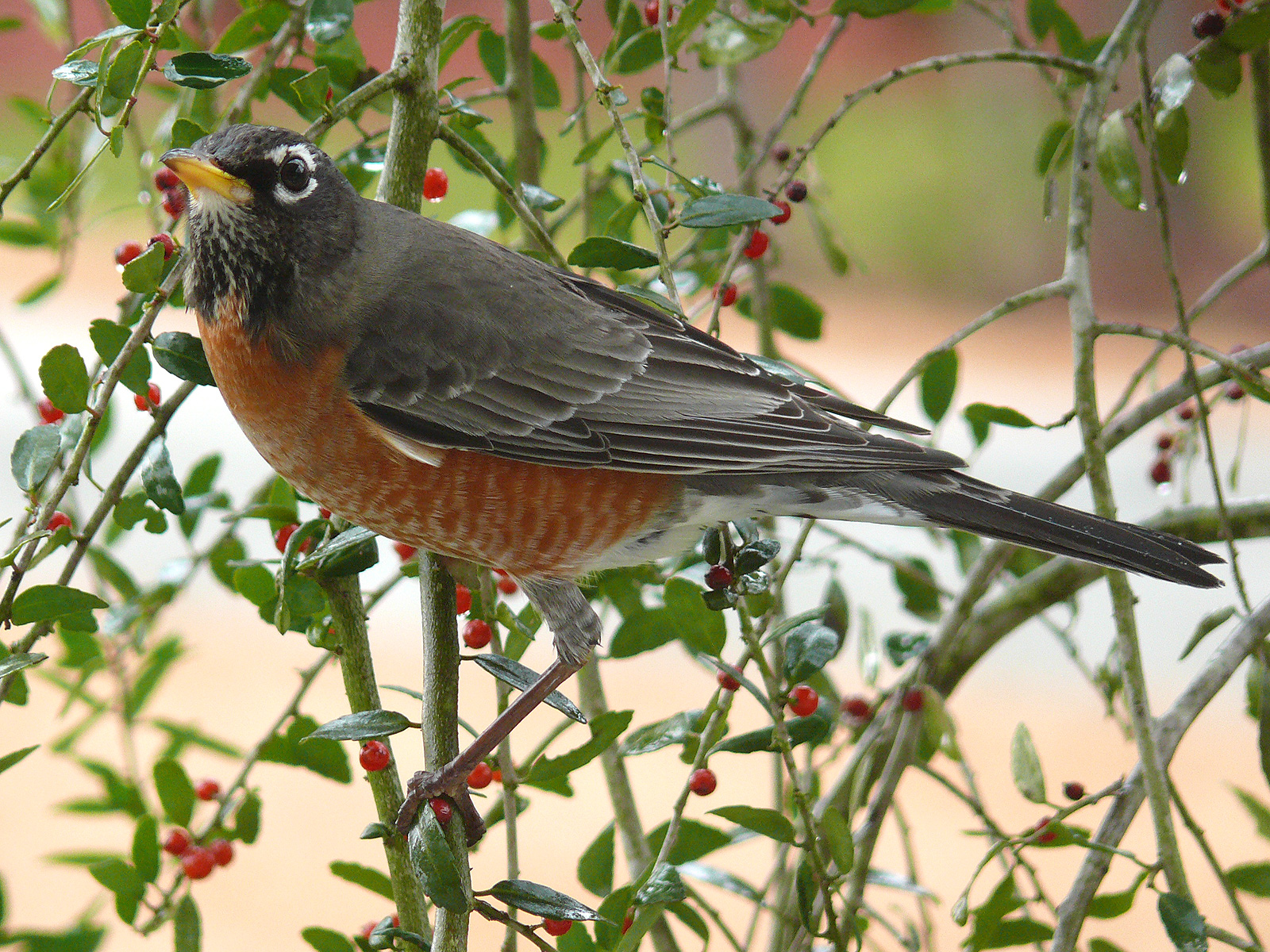
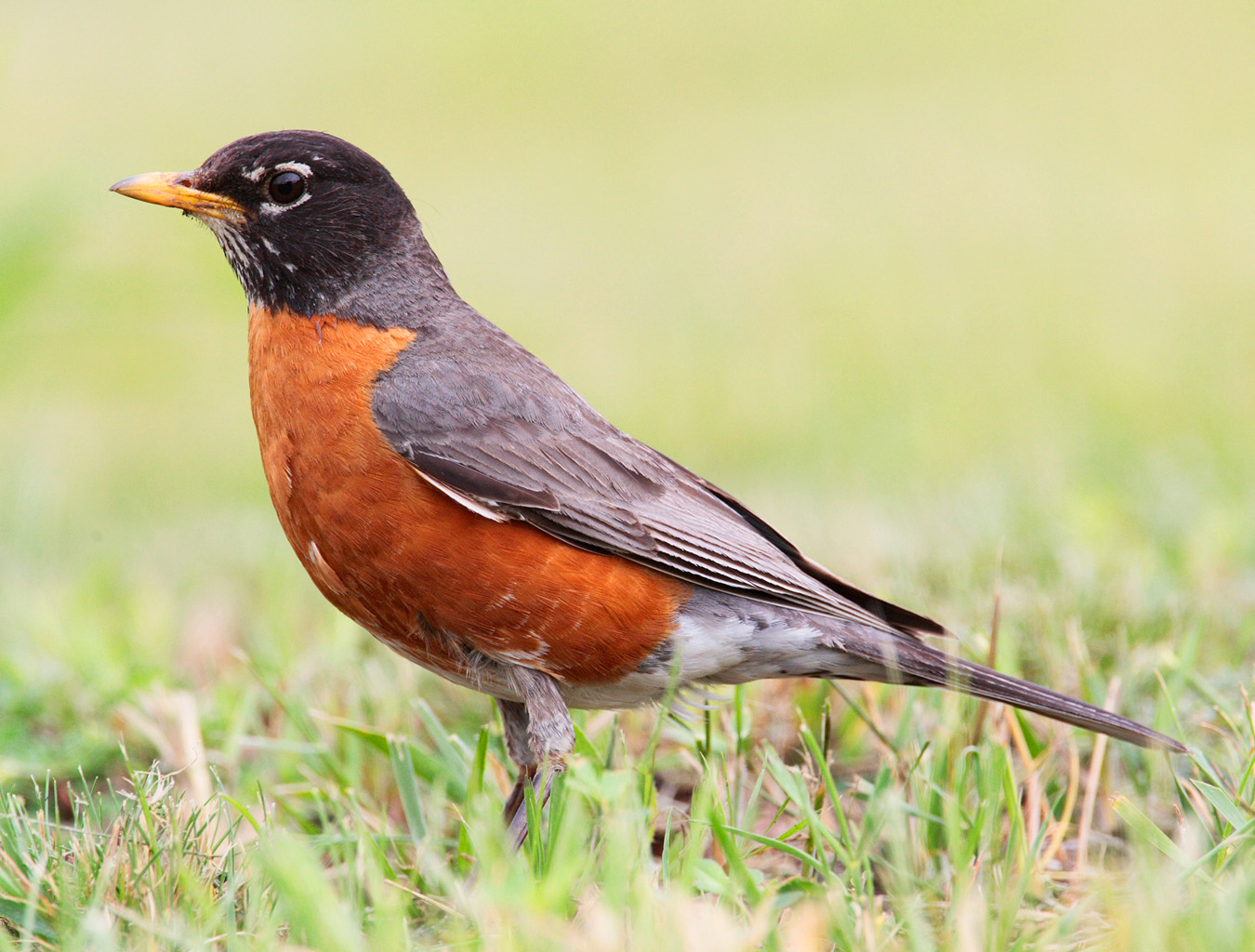
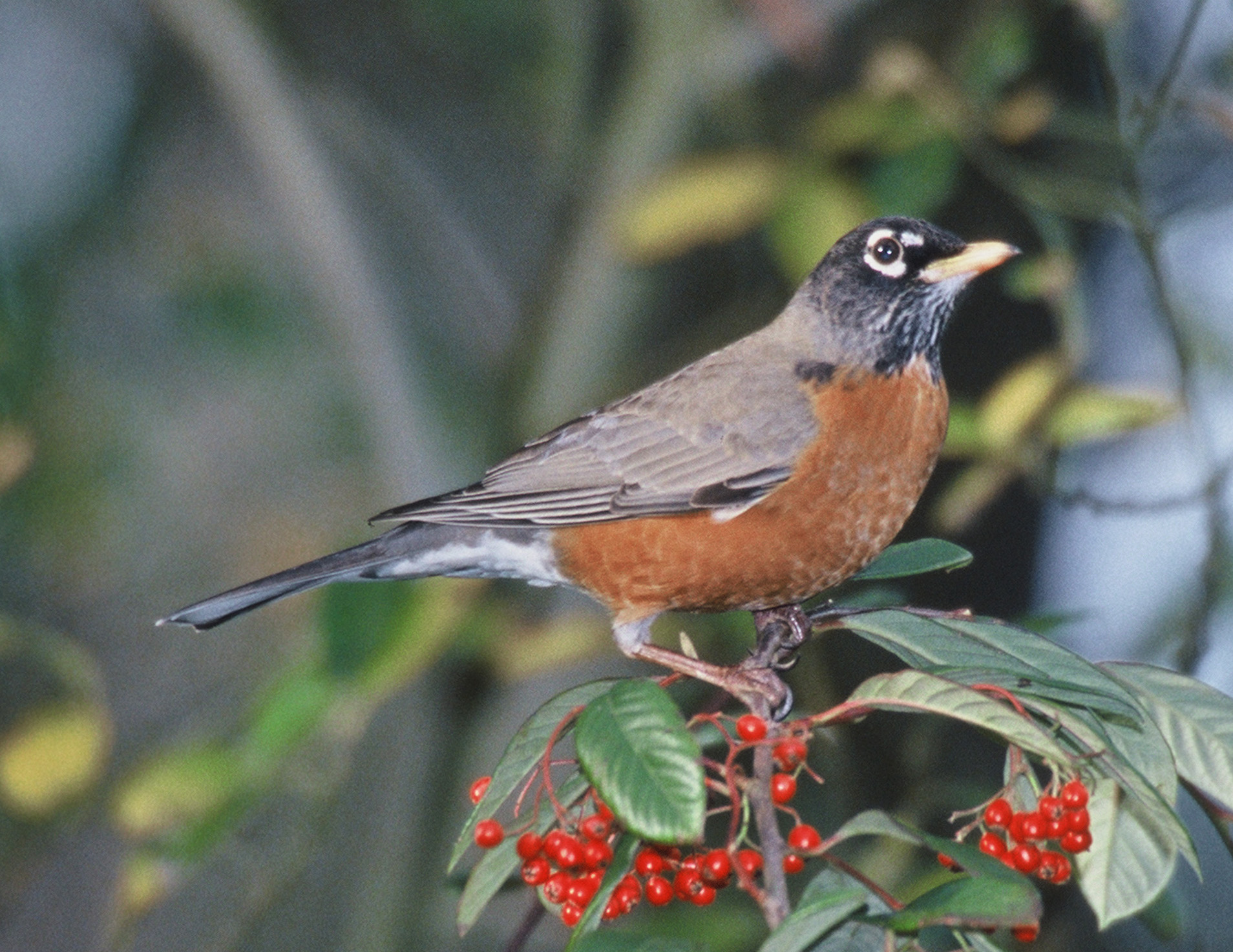